# یخچال پیرداغلان
یخچال پیرداغلان مربوط به دوره پهلوی است و در پاکدشت، شهرداری پاکدشت واقع شده و این اثر در تاریخ ۱۸ اسفند ۱۳۸۷ با شمارهٔ ثبت ۲۵۳۷۶ به‌عنوان یکی از آثار ملی ایران به ثبت رسیده است.